# Fort Navagne

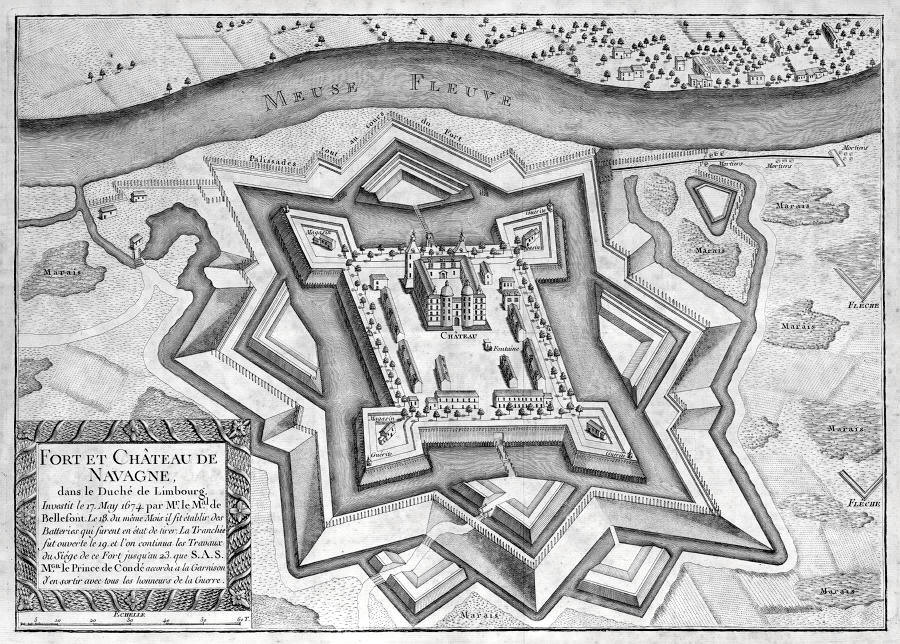
Fort Navagne omstreeks 1674 (noorden is rechts)

Fort Navagne, ook wel aangeduid als Elvenschans, was een fort of schans in Moelingen in de huidige gemeente Voeren in België. De schans had een strategische positie aan de Maas. Ze diende in de 17e eeuw als Spaanse uitvalsbasis voor diverse belegeringen van Maastricht en werd in de 18e eeuw gebruikt om tol te heffen op de Maasvaart.

## Geschiedenis

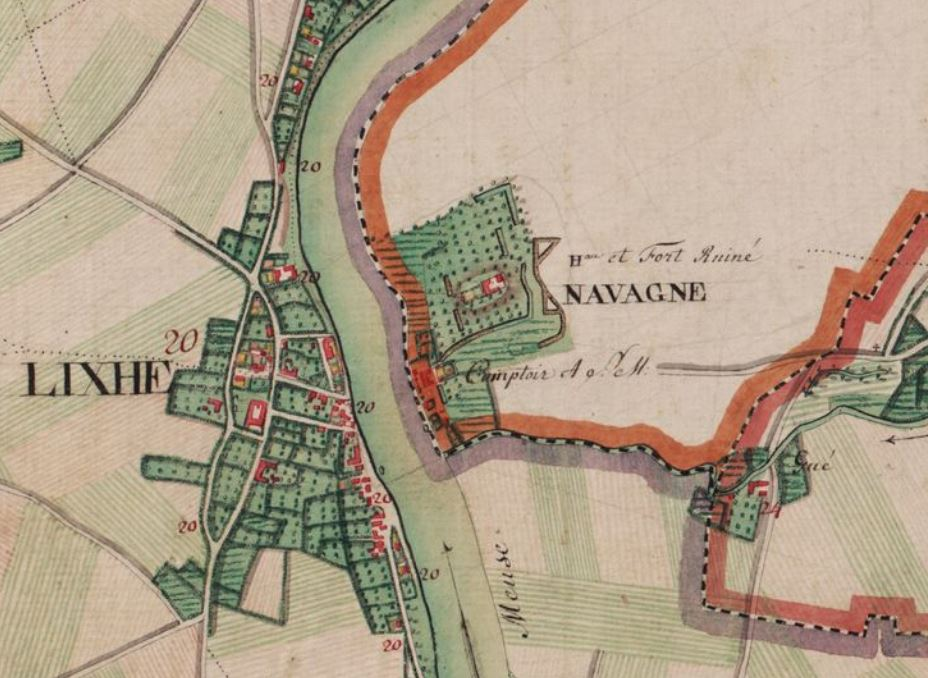
Schans en tolkantoor op de Ferrariskaart, 1777

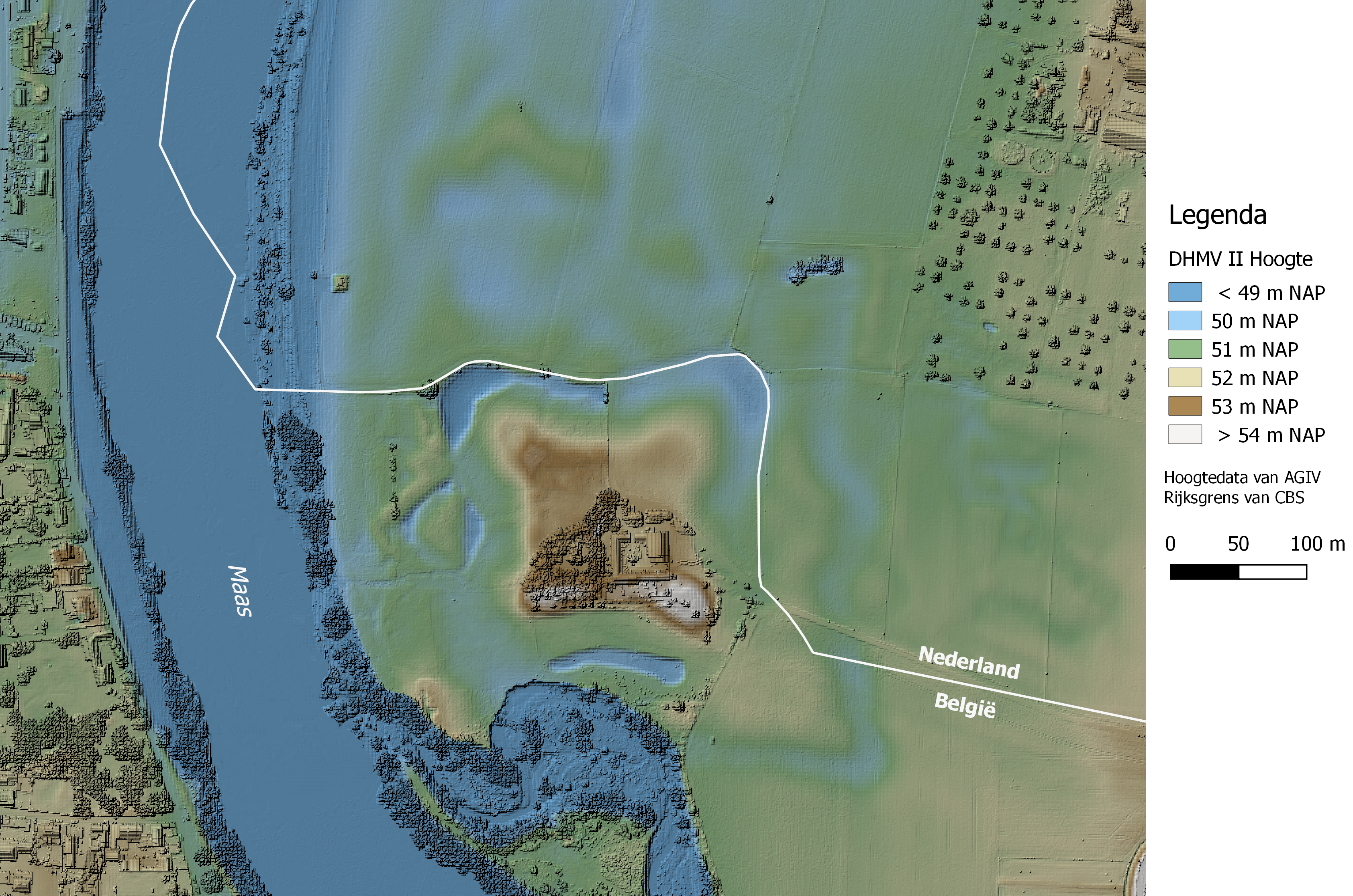
Digitale hoogtekaart van Fort Navagne, 2013. De witte lijn geeft de grens aan

Op de locatie van het fort was in de middeleeuwen het huis van de heren van Elven gevestigd. Het landgoed lag op het grondgebied van de heerlijkheid Eijsden, maar de Van Elvens waren heren van het naburige Moelingen. 
In 1634 werd door de Spanjaarden onder bevel van Francisco de Moncada het landgoed geconfisqueerd, de vestingwerken werden aangelegd, en er werd een garnizoen gelegerd. In 1648 werd er door de Spanjaarden een rechtbank gevestigd. Met de verdeling van de Landen van Overmaas in het Partagetraktaat van 1661 kwam Eijsden in Staatse handen, Fort Navagne werd afgesplitst van de heerlijkheid en werd Spaans. De Franse koning Lodewijk  XIV liet de schans in 1674 slopen, maar in 1680 werd de schans opnieuw opgebouwd door de Spanjaarden. In het fort zetelde ook een Spaans tolkantoor dat tolgeld inde over de Maasvaart. In een plakkaat van 1683 werd het toltarief vastgesteld op "vier-en-twintich stuyvers voor jeder duisent pondt ghewicht voor alle Rechten". In 1702 werd de schans door de Maastrichtenaren afgebroken en  afgevoerd als bouwmateriaal.
In de 18e eeuw werd door de Oostenrijkers opnieuw een tolhuis ingericht dat voor een lucratieve inkomstenbron zorgde van tolheffingen op de Maasvaart, hoewel de inkomsten in de loop van de jaren afnamen omdat de Maas gemeden werd. Tussen Luik en Cuyk waren maar liefst 23 riviertollen. Navagne, Stevensweert en Roermond hadden samen tussen 1693 en 1699 een tolopbrengst van 180 000 gulden, tussen 1719 en 1724 was dit al gedaald tot  onder 100 000 gulden.

### 20e en 21e eeuw
Tijdens de 20e eeuw was de hoeve bewoond door de familie Duijsens uit Moelingen, zij bewoonden de Elvenschans tijdens de bevrijding in 1944 en hadden Duitsers ingekwartierd. Het restaurant Kasteelhoeve Navagne sloot kort voor 2012 zijn deuren en werd daarna ingericht als privé-appartementencomplex. De oude bastions zijn in 2016 nog terug te vinden als verhogingen in het maaiveld rond de kasteelhoeve. Sinds 1 februari 2018 is "Hoeve De Schans" formeel vastgesteld als bouwkundig erfgoed van de Provincie Limburg. Door de droogte waren in de zomer van 2018 de contouren goed zichtbaar door verkleuringen in het landschap. De gemeenten Voeren en Eijsden-Margraten hebben plannen om de schans te reconstrueren. In december 2018 werden twee zuilen geplaatst met informatie over de geschiedenis van het fort en een 'speerpunt' die gebruikt kan worden bij een app van Archeo Route Limburg.

## Afbeeldingen

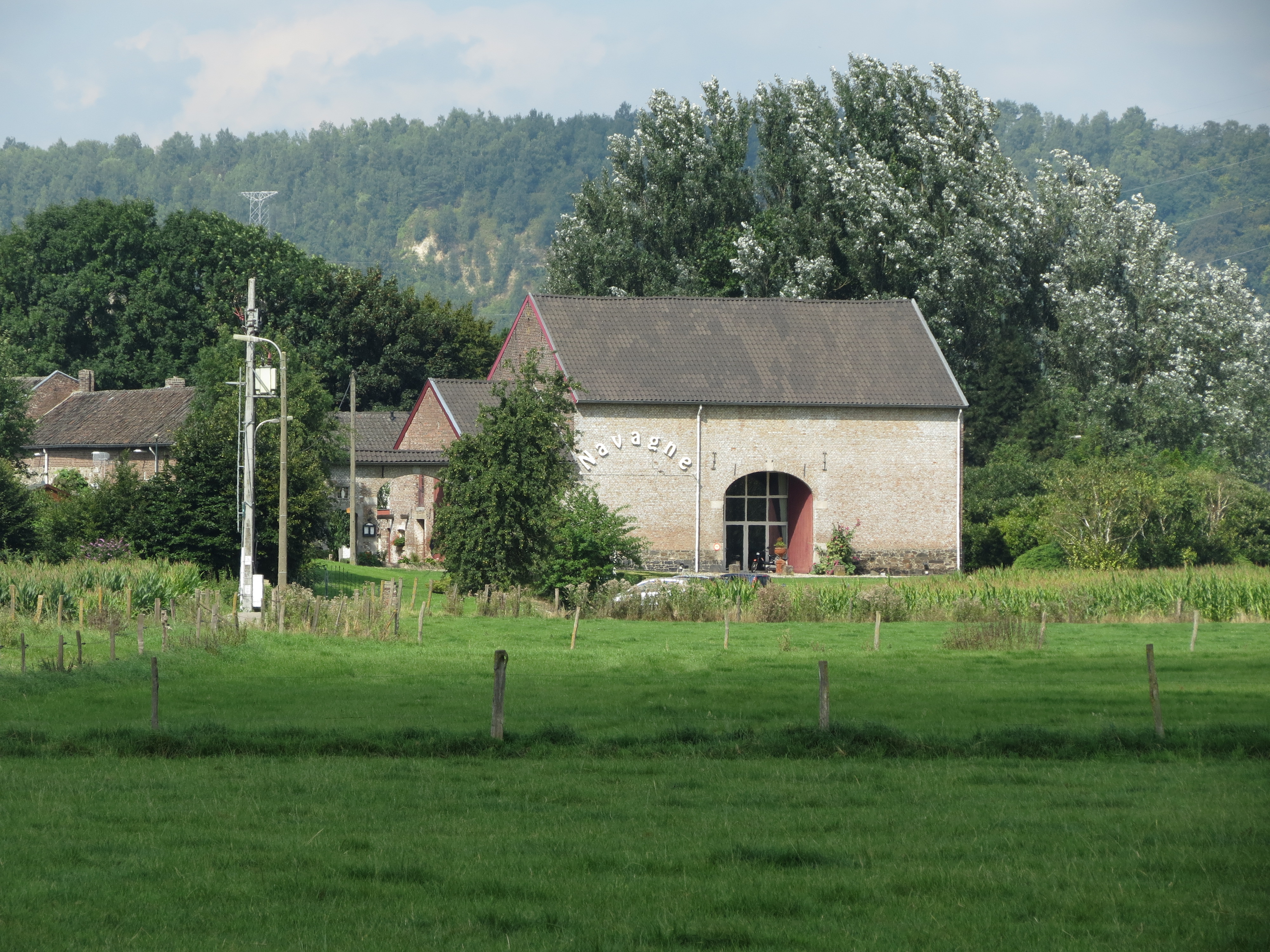
Kasteelhoeve in 2016
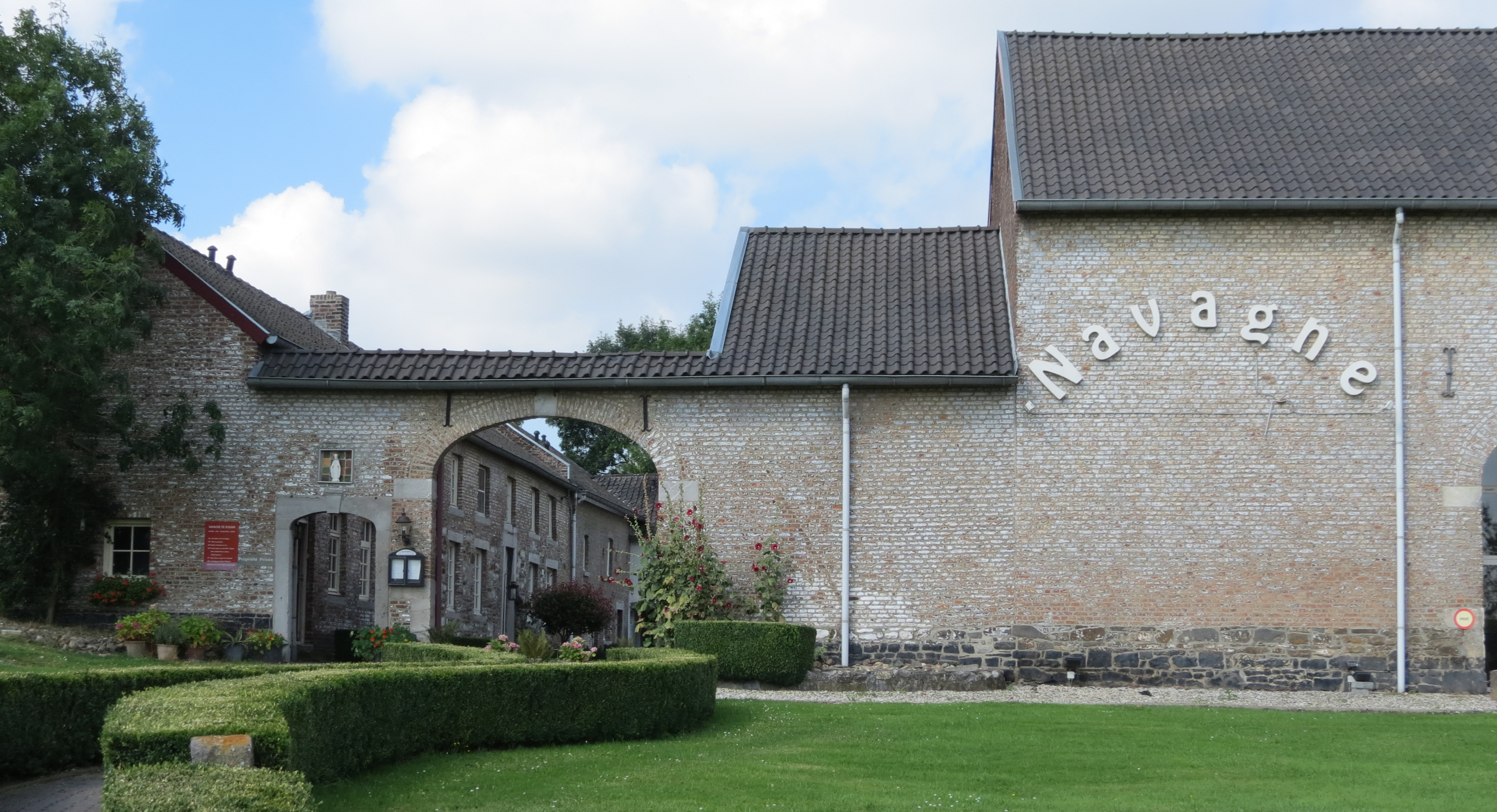
Idem
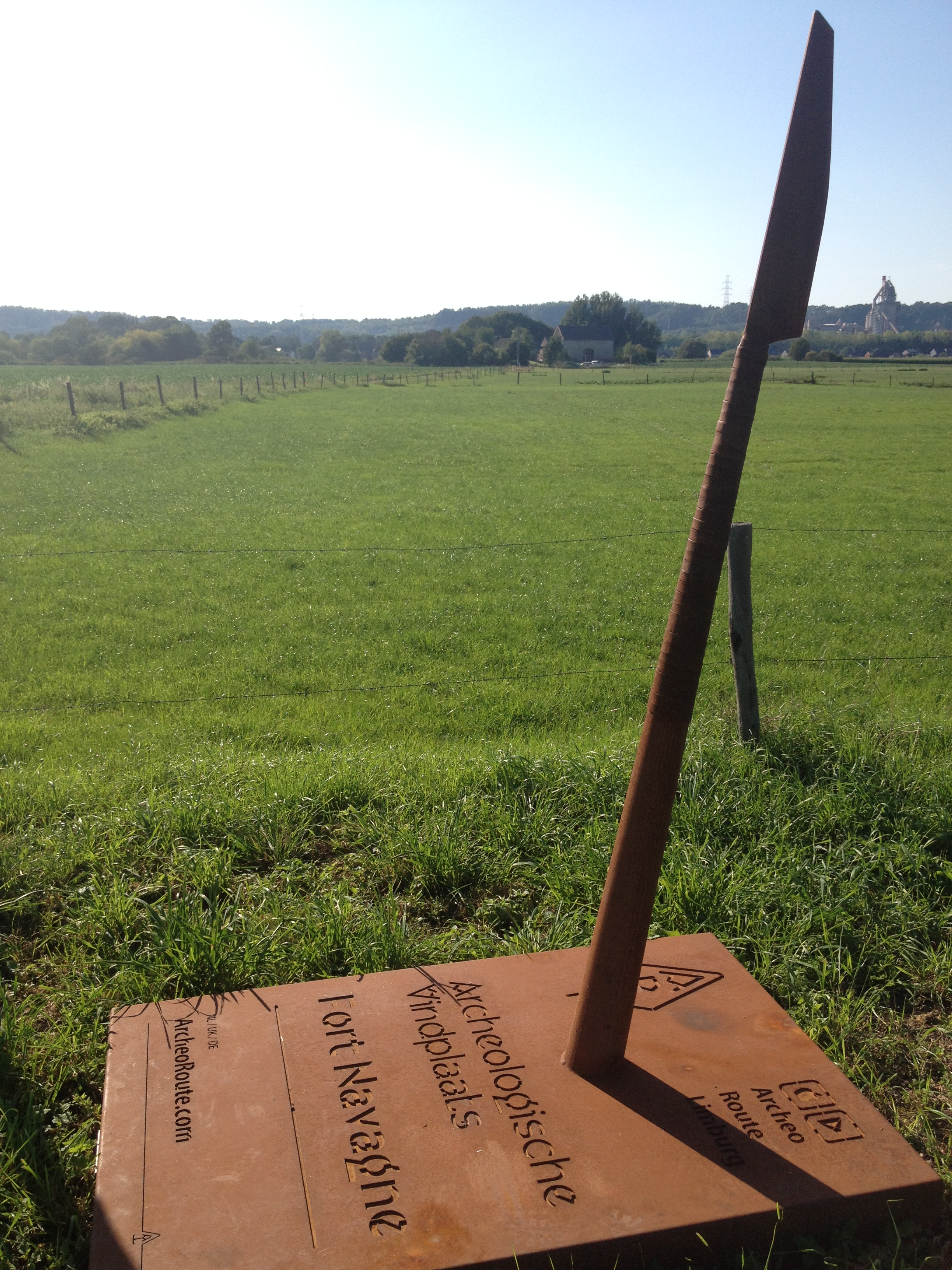
'Speerpunt' van de app van Archeo Route
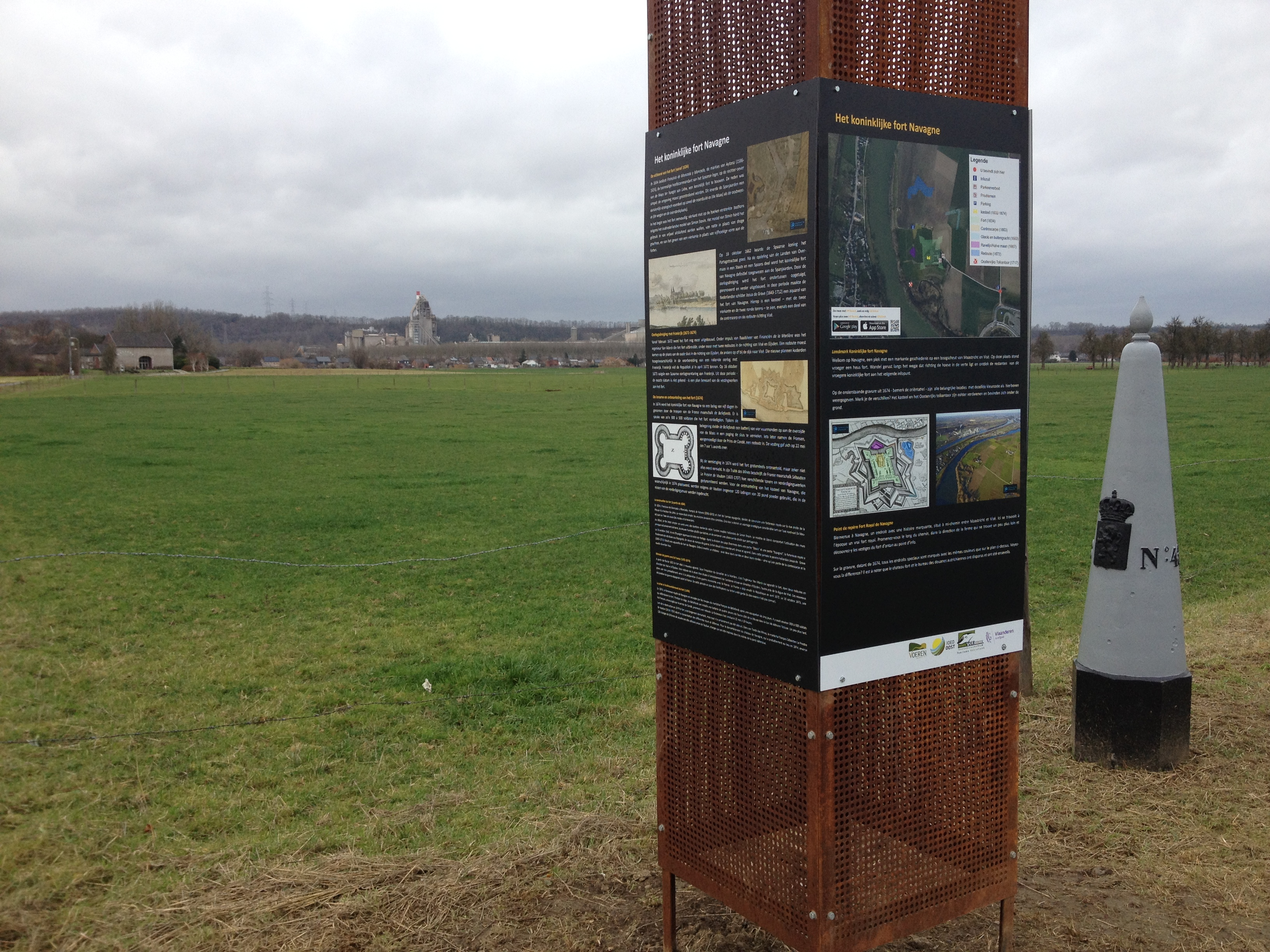
Infozuil naast grenspaal met Navagne op de achtergrond
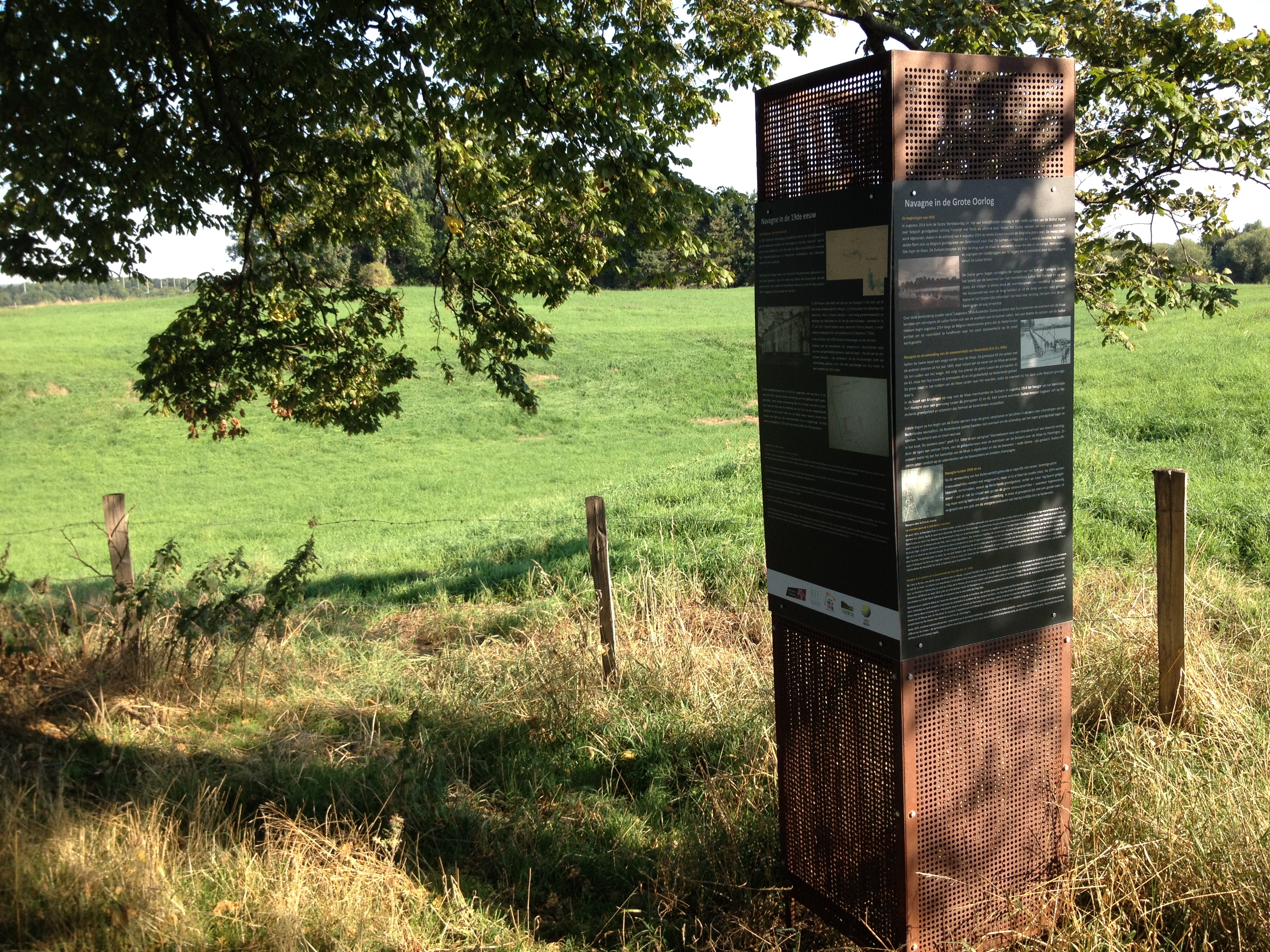
Nog een infozuil